# Hochleitenspitze
Hochleitenspitze – szczyt w grupie Villgratner Berge, w Wysokich Taurach w Alpach Wschodnich. Leży w Austrii, w Tyrolu Wschodnim. Szczyt położony jest na wschód od Weisse Spitze, na północ od Degenhorn i na północny wschód od Hohe Storfen.